# Ngalifourou
Ngalifourou, född 1864, död 1956, var regerande drottning av Mbé i nuvarande Kongo-Brazzaville mellan 1892 och 1956. 
Hon gifte sig cirka 1880 med Mbé-kungen Iloo Makoko. Kungens avtal med fransmännen, då han avstod en del av sin mark till Frankrike, lade grunden för kolonin Franska Kongo och gjorde honom till fransmännens främsta allierade i regionen. 
Efter sin makes död 1892 efterträdde hon honom enligt den lokala traditionen som regerande drottningmoder och religiös ledare av Tekéfolket. 
Hon är framför allt känd för sitt samarbete med den franska kolonialmakten. Fransmännen framställde henne som ett framgångsrikt exempel på en samarbetande inhemsk härskare, och Teké-folket kallade henne "Ngalifourou, de vitas kvinna". 
Hennes inflytande försvagades under 1940- och 50-talen, när en självständighetsrörelse uppstod mot kolonialmakten. 
Fransmännen gav henne en statsbegravning och använde tillfället för propaganda. 